# Глибоке (хутір, Грязовецький район)
Глибо́ке (рос. Глубокое) — хутір у складі Грязовецького району Вологодської області, Росія. Входить до складу Вохтозького міського поселення.
Стара назва — Глибоково.

## Населення
Населення — 239 осіб (2010; 247 у 2002).
Національний склад (станом на 2002 рік):
- росіяни — 100 %